# Ayatollah
Āyat Allāh (egl. ‘Guds tegn el. mirakel’, moderne dansk retskrivning Ayatollah, persisk: آیت‌الله, arabisk: ‏آية الله) er en hæderstitel, tildelt de ledende islamiske retskyndige (faqīh) og øverste religiøse autoriteter (marjaʿ al-taqlīd; egl. ’kilde til efterlevelse’). Titlen er særskilt anvendt inden for Tolvershiisme. Betegnelsen blev først bredt kendt (og anvendt) i kølvandet på den islamiske revolution i Iran og dennes leder, oftest tiltalt som (stor)ayatollah Khomeini (d. 1989). Hermed blev betegnelsen ayatollah (substantiv) en fast del af det danske sprog fra år 1979. Udover at nævne at ordets oprindelse er fra arabisk, blev en ayatollah defineret som en ”islamisk religiøs og kulturel leder med stor indflydelse, også ofte politisk”. Andetsteds blev betegnelsen betegnet som ”(ærestitel for) shiamuslimsk religiøs leder, teolog og retslærd, ofte også med politisk magt”. Senere danske religions- og islamforskere har tilsvarende præsenteret en definition eller beskrivelse af termen, oftest trykt i leksika, med varierende terminologi, vægtning og præsentation. En mere nutidig og mere sammenfattende definition er: ”oprindeligt en hæderstitel, der i moderne kontekst udelukkende anvendes identisk med en akademisk rang eller stillingbetegnelse af prominente Shīʿa-lærde”.

## Etymologi
Betegnelsen ayatollah ( Udtale ?, arabisk: ”آية الله”, translitteration: ”Āyat Allāh”, transskription: ”Ayat Allah”, oversættelse: ”Ayatollah”, IPA: [ɑjaˈtʌla]) er dannet af de to arabiske ord āya (آية, tegn, mirakel, under) og Allāh (الله, Allah, Gud) og oversættes generelt som ’Guds tegn’ eller ’Guds mirakel’. Med en vis sikkerhed har det sin oprindelse i den koraniske frase:,
| Citat           | Vi vil vise dem Vore tegn (ayātina) i horisonterne og inden i dem selv, … | Citat |
| — Koranen 41:53 |                                                                           |       |

Oprindeligt blev betegnelsen ayatollah først tildelt som æres- eller hæderstitel til en enkelt højtstående religiøs lærd i det 14. århundrede. Siden da har betegnelsen gennemgået en betydningsudvikling, hvor det nutidigt anvendes til generelt at betegne enhver højtstående religiøs lærd og som personnavn. Inden for det religiøse hierarki har tyngdepunktet også ændret sig fra at være en titel til nu at anvendes som et prædikat, betegne en profession eller religiøs rang. I moderne kontekst er det disse sidstnævnte betydninger, der tillægges betegnelsen ayatollah. Med den nutidige brug af betegnelsen ayatollah er det også blevet almindeligt at tiltale klassiske lærde (dvs. prominente religiøse lærde forinden betegnelsen blev anvendt som hæderstitel) med selv samme prædikat/titel/profession. Således kan der i moderne litteratur læses om ayatollaher fra tidlig islamisk tidsregning, hvor termen er anvendt retrospektivt.
Betegnelsen storayatollah ( Udtale ?, arabisk: ”آية الله العظمی”, translitteration: ”Āyat Allāh al-ʿUẓmā”, transskription: ”Ayat Allah al-Uzma”, oversættelse: ”Storayatollah”, IPA: [ˈsdoɐ̯-ɑjaˈtʌla]) er dannet af samme ord som ayatollah, med tilføjelsen af det danske præfiks ”stor” (al-ʿuẓmā). Som betegnelsen ayatollah fra slutningen af d. 18. århundrede begyndte at blive anvendt synonymt med prominente lærde, opstod der i religiøse kredse et ønske om at skelne mellem ayatollaher af forskellig religiøs rang. I denne henseende blev der skelnet mellem en prominent lærd (ayatollah) og eliten eller den største lærd (storayatollah)., Hertil skriver Iman M. Kashi bl.a.:
| Citat                         | … det højeste religiøse embede inden for Shīʿisme betegnes generelt med storayatollah (āyāt allāh egl. ’Guds tegn’; på arabisk anvendes nu efterhånden kun marjaʿ taqlīd egl. ’efterlevelseskilde’) … Storayatollaher udgør den øverste gruppe af teologer og retslærde. Stillingen kan efterhånden kun opnås ved dokumenterede og påkrævede faglige og intellektuelle kvalifikationer i afhandlinger, der er gennemført på direkte foranledning af en allerede anerkendt storayatollah … | Citat |
| — Iman Kashi, Shiisme, s. 382 | |       |

### Sprogbrug
I nutidig sprogbrug, både fagtekniske og general brug, adskilles der mellem et religiøst embede og den faktiske frase 'Guds mirakel' ved specificering af sidstnævnte ved brug af forholdsordet 'fra', dvs.: ”Āyat min Allāh” ('mirakel fra Gud').

## Historie
Fra tidlig islamisk tid er prominente islamiske lærde blevet tiltalt med æres- eller hæderstitler. Iblandt Shīʿa-lærde kan blandt andet nævnes al-Mufīd (’den gunstige’) for Muḥammad b. Muḥammad b. al-Nuʿmān (d. 1022), al-Ṣadūq (’den sandfærdige’) for Muḥammad b. ʿAlī (d. 991) og Shaykh al-Ṭāʾifa (’denominationens overhoved’) for Muḥammad b. Ḥasan al-Ṭūsī (d. 1067). Tilsvarende blev titler som Thiqat al-Islam (’pålidelig autoritet i islam’), Muḥaqqiq (’lærd’), ʿAllāma (’doktor’) og Āyat Allāh (ayatollah) tildelt særskilte individer som kendetegn for deres særskilte roller som islamiske personligheder. F.eks. blev Muḥammad b. Yaʿqūb al-Kulaynī kaldt ’Thiqat al-Islam’ i det 10. århundrede; Muḥammad al-Ghazālī blev tildelt titlen ’Ḥujjat al-Islām’ i det 11. århundrede; Jaʿfar b. Ḥusayn al-Ḥillī blev kaldt ’Muḥaqqiq’ i det 13. århundrede; og Ḥasan b. Yūsuf al-Ḥillī blev tiltalt både som ’ʿAllāma’ og ayatollah i det 14. århundrede. I de efterfølgende århundreder blev disse hæderstitler udelukkende anvendt til betegnelsen af jf. særskilte individer. Det var først fra begyndelsen af det 19. århundrede og fremad, at titlerne begyndte at blive anvendt i en bredere forstand, dette i omtale af andre lærde.
Ud fra et historisk perspektiv var Yūsuf b. Al b. al-Muahhar, bedre kendt som al-ʿAllāma al-Ḥillī, det første individ, der blev tiltalt som ”ayatollah” (Āyat Allāh). Helt op til kort før den islamiske revolution i Iran var termen dog alligevel begrænset til en håndfuld prominente lærde. Før da blev disse lærde normalt tiltalt som Ḥujjat al-Islām. Først i efterspillet af den persiske grundlovsrevolution (1905-1907) blev betegnelsen retrospektivt anvendt om Ākhūnd Mullā Kāẓim al-Khurāsānī, Ḥajj Mīrzā Ḥusayn Mīrzā Khalīl, Sheik ʿAbd Allāh al-Māzandarānī og andre ligemænd. Under og efter revolutionen blev termen bredere anvendt til også at betegne mellemklasselærde – særskilt om velkendte individer ved de islamiske seminarier (ḥawza ʿilmiyya) i byerne Najaf og Qom. Med dette var der et voksende ønske om at kunne sondre mellem ”almindelige ayatollaher” (dvs. enhver lærd af renommé og faglig dygtighed) fra ”eliten af ayatollaher” (dvs. de mest kyndige og bedste inden for islamisk viden). Hertil blev sidstnævnte kategori over tid tiltalt som storayatollaher (Āyat Allāh al-ʿUẓmā). Sayyid Muḥammad Ḥusayn Borujerdi (d. 1962) var først til at blive tiltalt som storayatollah.

## Anvendelse
Der er efter min vurdering uhensigtsmæssige unøjagtigheder i forbindelse med definitionen på flere begreber. Ayatollah er ikke en ærestitel ..., men en titel shiamuslimske lærde tilkendes af andre ayatollaher, når de har affærdiget en afhandling, der dokumenterer, at de behersker de metodiske og analytiske færdigheder, der skal til for at gennemføre en analyse af et givet spørgsmål – i øvrigt ofte stillet af en person, der allerede er ayatollah. Af samme grund skal en ayatollah heller ikke anerkendes af lægfolk, som det hævdes …. Det er derfor heller ikke i egenskaben af at være mudjtahid, at ayatollaher i Irak og Iran udvælges som forbillede af shiamuslimer bosat i eksempelvis Danmark. Dén religiøse praksis er knyttet til dogmet om den enkelte shiamuslims pligt til at vælge en mardja´ al-taqlid, et forbillede til efterfølgelse….
Betegnelsen ayatollah bruges i vidt forskellige sammenhænge indenfor Tolvershiisme; de ovenfor præsenterede definitioner dækker i praksis kun over et af disse anvendelsesområder, der oftest fører til misforståelser og -brug; selv i nutidig daglig anvendelse i det 21. århundrede. Eksempelvis skriver islamforskeren Jørgen Bæk Simonsen i sin anmeldelse (2006) af Lene Kühles ”Moskeer i Danmark – islam og muslimske bedesteder” (2005) (jf. uddrag).
Følgende redegør for de forskellige anvendelsesområder af termen ayatollah, både dets oprindelige, klassiske og moderne brug:

### Hæderstitel
I sin originale betydning af ordet blev betegnelsen ayatollah anvendt som hæderstitel, indtil den for alvor vandt frem som en generel betegnelse for enhver prominent religiøs lærd. Denne periodes begyndelse er markeret med Yūsuf b. Al b. al-Muahhar. Derudover gengiver islamisk litteratur andre individer, der også blev tiltalt som ayatollah i ordets oprindelige betydning. Mullā Muḥammad Bāqir al-Majlisī (d. 1698) anvendte samme betegnelse om sin læremester Shams al-Dīn Muḥammad al-Makkī. Tilsvarende anvendte Ḥajj Mīrzā Ḥusayn Nūrī (d. 1902) denne titel om Sayyid Muḥammad Mahdī Baḥr al-ʿUlūm (d. 1797) og endnu senere anvendte Sheik ʿAbbās al-Qummī den samme titel i omtale af Sheik Murtaḍā al-Anṣārī (d. 1864), Sheik Ḥusayn al-Najafī og Sayyid Muḥammad Ḥusayn al-Shīrāzī (d. 1894). Som hæderstitel blev betegnelsen ikke anvendt blandt Shīʿa fra Libanon, Pakistan og Indien, og af irakiske lærde blev den udelukkende anvendt i omtale af lærde af iransk oprindelse. I sin oprindelige betydning bar betegnelsen præg af en religiøs og spirituel titel. Betegnelsen ayatollah anvendes ikke længere i sin originale eller oprindelige forstand som hæderstitel.

### Akademisk rang
I den moderne omtale og beskrivelse af en ayatollah, er dette næsten udelukkende som en akademisk grad eller profession iblandt religiøse Shīʿa-lærde. Her dækker betegnelsen over den øverste gruppe af lærde (specielt indenfor teologi og retsvidenskab), hvor de har dokumenteret deres faglige og intellektuelle kvalifikationer i en større afhandling (risāla). Først efter at denne afhandling er godkendt af en eller flere allerede anerkendte ayatollaher, vil den pågældende fremover tiltales som ayatollah. Som en profession indebærer betegnelsen ayatollah at man hermed også figurerer som en religiøs autoritet (marjaʿ al-taqlīd; egl. ’kilde til efterlevelse’) der kan udstede islamiske kendelser (fatwa) på basis af de islamiske love (sharīʿa) - oftest også som offentlig kendt prædikant. Herudover vil de største ayatollaher blive tiltalt som storayatollah, oftest med millioner af ”følgere” på verdensplan. I sin betydning af en akademisk rang bære betegnelsen præg af religiøs eller spirituel autoritet.

### Islamisk lærd
I daglig tale (blandt shiamuslimer) anvendes termen også i en bred forstand til omtale af enhver islamisk lærd (ʿālim), både indenfor Shiisme og Sunnisme. Hermed fungerer termen som et tilnavn eller betegnelse af en bestemt (øvre) religiøs gruppe eller klasse. Et slående eksempel herpå er Iran (hvor majoriteten af befolkning bekender sig til Shiisme), hvor termen også anvendes i tiltale af prominente Sunnī lærde i og udenfor landet. Tilsvarende anvendelsesområdet akademisk rang, bliver betegnelsen ayatollah her anvendt med fokus på dets religiøse og spirituelle elementer.

### Personnavn
”Ayatollah” er et velkendt drengenavn, tilsvarende ”Ayatollahi” som pigenavn, særskilt iblandt Shiamuslimer. ”Ayatollahy”, som udledt fra ayatollah, er også et gængs efternavn i Iran. I denne kontekst er hverken det religiøse, spirituelle eller politiske element af betegnelsen ayatollah af signifikant, nok snarere er det i sin bogstavelige betydning (dvs. ”Guds tegn”) og noble betydning og karakter af betegnelsen anvendes som personnavn.

## Beslægtede betegnelser
Der findes en række beslægtede betegnelser, specielt spirituelle eller religiøse fagudtryk, der helt eller delvist er overlappende med betegnelsen ayatollah (indenfor diverse anvendelsesområder):
Læseren vil bemærke at titlen imam er konsistent anvendt i denne bog før navnet Khomeini. Dette er i strid med den stivsindede praksis i den vestlige presse, som insisterer på at betegne ham Ayatollah (”Guds tegn”) – men i overensstemmelse med nuværende iransk brug [af termen]. Titlen ”Ayatollah” i Shiʿi islam er generelt tildelt højtstående religiøse lærde og er også anvendt om Khomeini. Imidlertid, eftersom hans rolle har været unik iblandt Irans religiøse lærde og har oversteget hvad der er medført i titlen ”Ayatollah”, har han modtaget betegnelsen Imam i nyere tid. Det er vigtigt at bemærke at ordet imam som anvendt i omtale af Khomeini har den generelle og originale betydning af leder og medfører ikke den bestemte og tekniske betydning den har tilegnet sig, som anvendt ved omtale ved Tolver Imamernes overbevisning af Shiʿi muslimer som efterfølgerne af profeten.

### Imam
Imām (moderne dansk retskrivning imam) er ligesom ayatollah en term, der har diverse anvendelsesmuligheder og bruges i forskellige kontekster. I daglig omtale af en imam er det med henblik på en ”leder af muslimsk gudstjeneste” eller mere nutidigt en ”islamisk leder af bønnen i en moské”. I sin tekniske betydning betegner en imam inden for Shiisme et særskilt embede, der er guddommeligt tildelt tolv standspersoner og på hinanden efterfølgere af profeten Muhammed. I kølvandet af at termen ayatollah blev mere almenkendt som enhver prominent lærd, blev bl.a. Khomeini omtalt som ’imam’ for netop at adskillige hans unikke rolle fra andre prominente lærde (jf. uddrag (dateret 1981)). Selvom titlen imam her udelukkende refererer til den brede definition af termen (dvs. som ’leder’), tillægges termen alligevel en speciel rolle inden for Shiisme – dette netop som en religiøs signifikant fagterm, der generelt omtaler de tolv ufejlbarlige imamer. Generelt anvendes termen imam og ayatollah næsten aldrig sidestillende – her refererer førstnævnte term enten til bønnelederen eller en af de ufejlbarlige imamer, hvor sidstnævnte er en reference til islamiske retskyndige (faqīh) og øverste religiøse autoriteter (marjaʿ al-taqlīd).

### Ruhollah
Rūḥ Allāh (translittereret Rūḥullāh egl. ‘Guds ånd‘, generelt transskriberet til dansk som Ruhollah) er en æres- og hæderstitel, der kan sidestilles med ayatollah i sin originale betydning., Betegnelsen er i en historisk kontekst kun anvendt om en mindre håndfuld ayatollaher, mere nøjagtigt kun om Ruhollah Khātamī (d. 1988) og Ruhollah Khomeini (d. 1989). I forlængelse af at betegnelsen ayatollah blev mere alment brugt om enhver kyndig retslærd, vandt ærestitlen ’Ruhollah’ også frem som en særskilt betegnelse for stamfaderen/stamfædrene til den islamiske revolution. I moderne tid bruges ærestitlen Ruhollah efterhånden udelukkende om Khomeini – enten efter ayatollah (dvs. Ayatollah Ruhollah Khomeini) eller helt uden (dvs. Ruhollah Khomeini).

### Marja
Betegnelsen marjaʿ (udledt fra marjaʿ al-taqlīd, bogstaveligt ‘efterlevelseskilde‘) er en moderne term, der har sin oprindelse i det 20. århundrede som hæderstitel tildelt ledende shia-islamiske retskyndige. I daglig tale anvendes betegnelsen oftest synonymt med en storayatollah, der særskilt har udarbejdet en religiøs afhandling (risāla), der kan efterleves af lægmænd (hvorfra navnet marjaʿ al-taqlīd udspringer). Selvom termen først har vundet indpas igennem de sidste årtier, har selve funktionen af en nuværende marja i klassisk forstand altid været eksisterende blandt tidligere prominente religiøse lærde. I dette perspektiv tales der ofte om marja'er i et retrospektivt perspektiv. Beføjelsen og efterlevelsesgraden af nulevende marja’er er imidlertid et omdiskuteret emne. I praksis er det oftest dennes efterlever (til tider fejlagtigt omtalt som følger), der i større eller mindre grad tillægger sin marja en større grad af religiøs og politisk efterlevelse (jf. afsnit Autoritet).

### (Stor)mufti
Termerne ayatollah og storayatollah må ikke forveksles eller sidestilles med henholdsvis mufti og stormufti. Dikotomisk anvendes førstnævnte termer udelukkende inden for Shiisme, og sidstnævnte anvendes udelukkende inden for Sunnisme. Den essentielle forskel på en (stor)ayatollah og (stor)mufti er den, at en ayatollah efterleves, følges og vælges af individet, hvorimod en mufti er statsansat som religiøs autoritet for et kollektivt muslimsk fællesskab.Anskuet udelukkende fra et religiøst hierarki eksisterer der et vist idéfællesskab mellem begge betegnelser (eftersom de begge udgør eliten eller den øvre gruppe af religiøse lærde); skønt dette er deres hverv, profession og funktion markant anderledes.

## Stillingsbetegnelse
Selvom Shīʿa-lærde generelt har været modvillige med at præsentere en stringent struktur af deres religiøse autoritet og lederskab, blev dette en naturlig og uundgåelig realitet i kølvandet på den islamiske revolution i Iran og forsat op gennem 1980’erne. Her blev præsenteret et religiøst hierarki på syv overordnede niveauer:
1. Ṭalabah (teologistuderende)
2. Thiqat al-Islām (’pålidelig autoritet i islam’)[o]
3. Ḥujjat al-Islām (’islams bevis’)
4. Ḥujjat al-Islām wa al-Muslimīn (’islams og muslimernes bevis’)
5. Āyatullāh (ayatollah)
6. Āyatullāh al-ʿuẓmā (storayatollah)
7. Nāyib-i imām (Imamens repræsentant)[p]

### Storayatollaher
Det er vanskeligt at estimere, hvor mange ayatollaher der findes på verdensplan, selvom der i runde tal er tale om flere hundreder. Særligt interessant er storayatollaher, der findes i mere begrænset omfang. Selv blandt storayatollaherne er der visse, der har opnået at blive efterlevet af flere millioner muslimer på verdensplan. Denne elitegruppe af storayatollaher udgør ikke flere end en enkelt håndfuld storayatollaher på verdensplan, hvoraf der særskilt i moderne tid kan fremhæves Abū al-Qāsim al-Mūsawī al-Khūʾī (1899-1992), Khomeini (1902-1989) og ʿAlī al-Ḥusaynī al-Sistanī (1930–).

## Autoritet
Sideløbende med den betydningsudvikling, termen ayatollah har gennemgået de sidste syv århundreder, har betegnelsen gennemgået en udvikling inden for sfæren af religiøs, spirituel og politisk autoritet. I sin oprindelige betydning beskrev termen en hæderstitel tildelt prominente lærde udelukkende på basis af deres spirituelle og religiøse egenskaber samt faglig dygtighed inden for deres respektive studiefelt af islam. Som betegnelsen ayatollah udviklede sig til en akademisk rang og stillingsbetegnelse i nutidig forståelse, er termen i langt højere grad blevet tolket og forbundet med den politiske sfære. Denne udvikling skal ses i lyset af den dogmatiske udvikling inden for shiisme, hvor tidlige Shia-lærde oftest betragtede sig selv som passive temporære ledere for den ventede frelserkarakter Imam Mahdi, der over tid så et voksende behov for også at varetage samfundsmæssige og socialpolitiske forhold indtil ankomsten af imamen. En kronologisk historielæsning af ayatollah-embedet afspejler i høj grad den indledende ikke-politiske tilgang, som betegnelsen var præget af siden det 14. århundrede; der senere udvikler sig til et semi-politisk embede i slutningen af det 18. århundrede (hvor visse lærde var fortalere for samfundsregulering i et begrænset omgang); og som i nyere tid er kulmineret med Ruhollah Khomeinis fulde politiske fortolkning af embedet. Det er derimod langt fra alle ayatollaher, der i samme grad som Ruhollah Khomeini tillægger embedet politisk betydning, hvor majoriteten af nulevende (stor)ayatollaher stadig betragtes som ikke- eller semi-politiske i deres udlægning af (stor)ayatollahens politiske autoritet.

## Kvindelige ayatollaher
Generelt er lærdembedet associeret med det mandlige køn inden for islamisk retsvæsen, dette selvom et begrænset antal kvinder også har udmærket sig (i rang) gennem historiens gang og er blevet tildelt titlen ayatollah. Hvad angår betegnelsen ayatollah, er denne aldrig blevet anvendt i sin originale (og nu forældede) betydning som hæderstitel for en kvindelig retslærd. I kontekst af den mere moderne betydning af ayatollah (i form af en akademisk rang), anvendes denne til tider også om kvindelige retskyndige. Betegnelsen ayatollah i omtale af kvindelige lærde er dog sjælden, og tendensen er oftest, at de tiltales som mujtahida eller ʿalima (religiøs [kvindelig] lærd).
Dertil kommer hele diskussionen om, hvilken aktiv rolle en religiøs kvindelig lærd kan indtage i det offentlige liv, og i hvor vidt omfang hendes religiøse kendelser (fatwa) er gyldige og bør efterleves af muslimer, der betragter sig selv som hendes tilhængere. Inden for Shiisme er netop dette punkt et emne for kontroverser, da der både er lærde, der taler for og imod dette.